# سو (دایناسور)
سو (به انگلیسی: Sue) نامی است که به فسیل FMNH PR 2081 داده‌اند. این فسیل بزرگترین، گران‌ترین و حفظ‌شده‌ترین فسیل یک تیرانوسور است که تاکنون یافت شده‌است. طول آن ۴۳ فوت (۱۳٫۱ متر)، ارتفاع آن نیز ۱۳٫۱ فوت (۴٫۰ متر) و وزنش هم حداکثر ۸٫۸ تن تخمین زده می‌شود. سو در تابستان ۱۹۹۰ در جریان کاوش‌های دیرینه‌شناسی سو هندریکسون یافت شد و نام فسیل به افتخار وی گذاشته‌شده‌است. در سال ۱۹۹۷ این فسیل با قیمت ۸٫۳۶۲٫۵۰۰ ( ۸ میلیون و ۳۶۲ هزار و ۵۰۰ ) دلار خریداری شد که بالاترین پولی است که بابت سنگواره یک دایناسور پرداخت شده‌است.و اکنون این فسیل برای نمایش دائمی در موزه تاریخ طبیعی فیلد در شیکاگو , ایلی‌نوی قرار دارد.

## نگارخانه

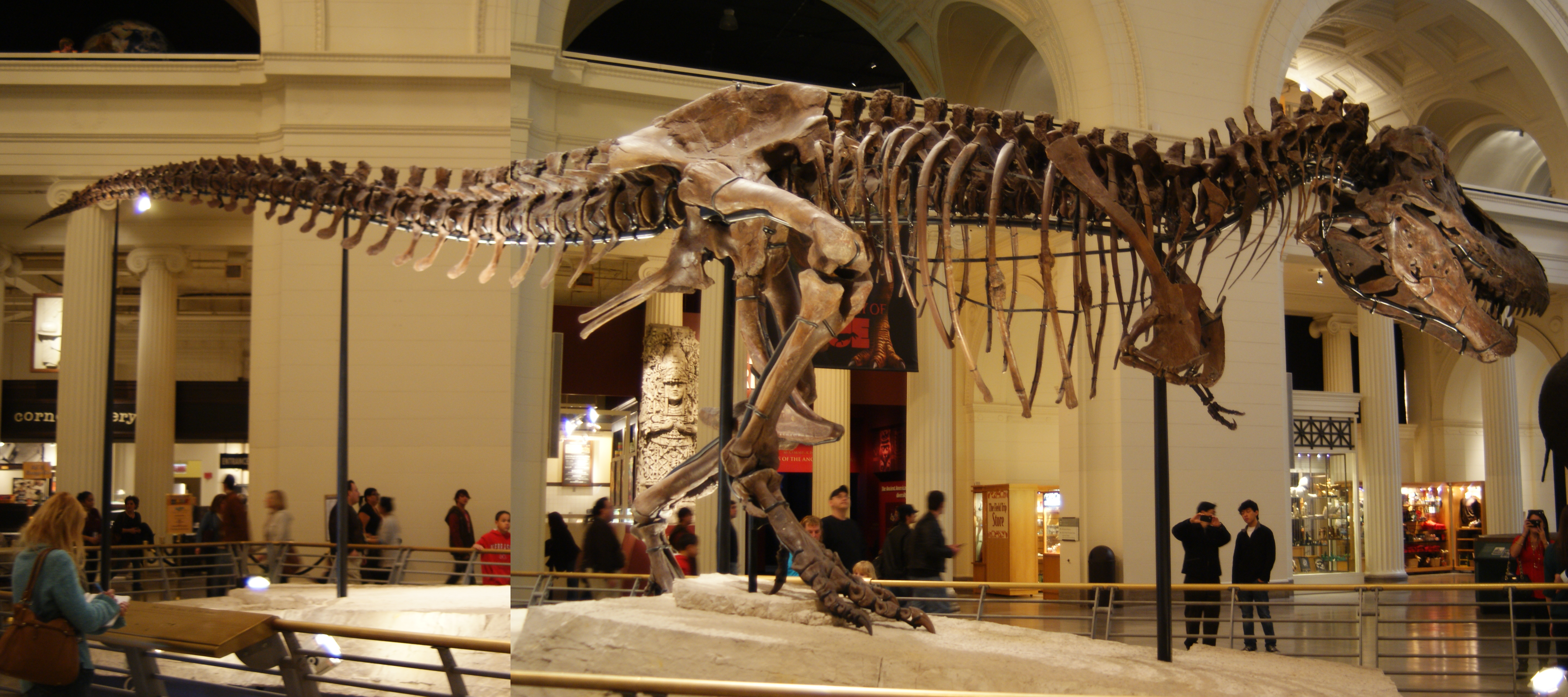
نگاره سو از بغل
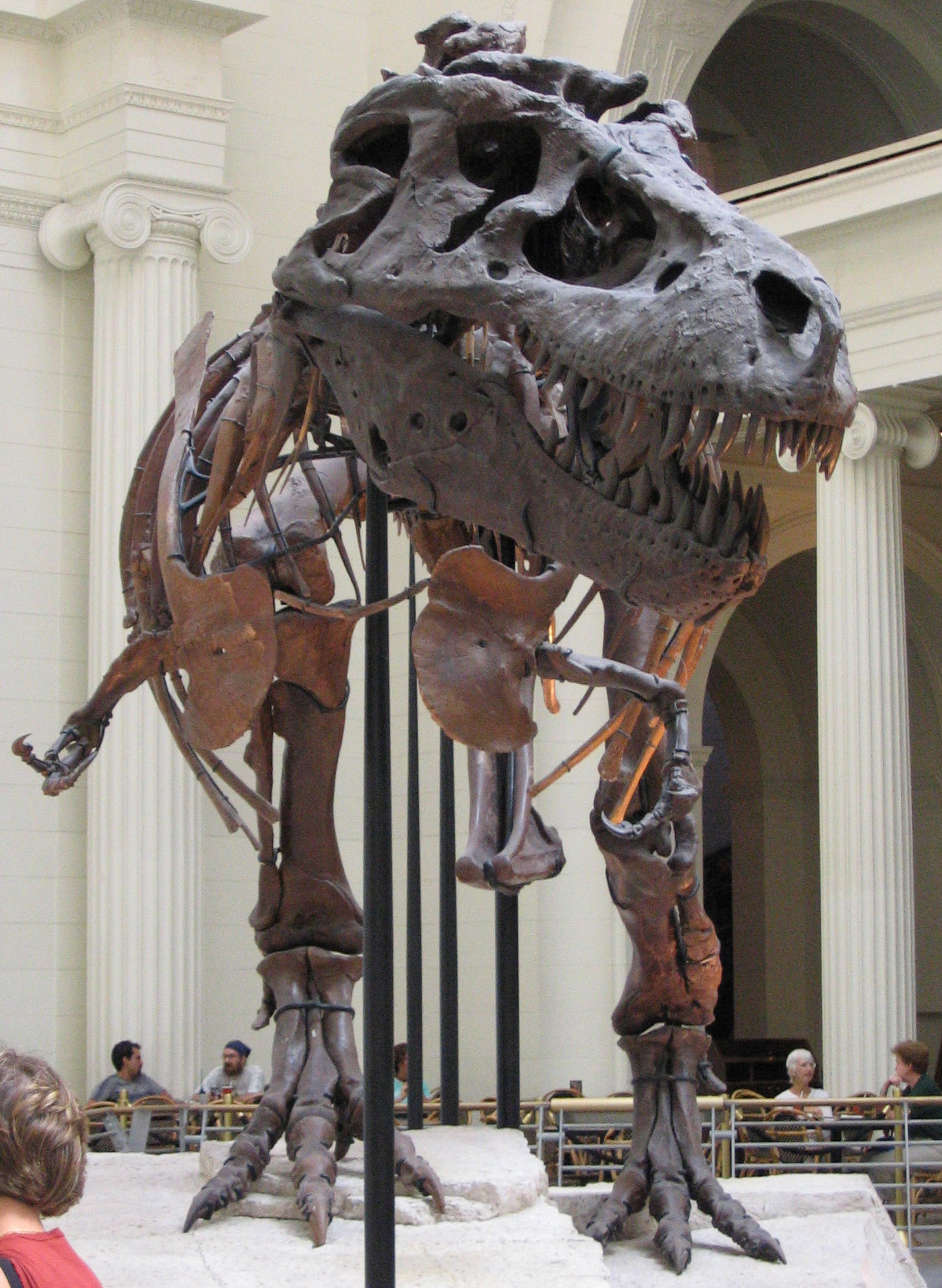
نگاره سو از روبرو